# (55702) Thymétès
(55702) Thymétès, désignation internationale (55702) Thymoitos, est un astéroïde troyen jovien.

## Description
(55702) Thymétès est un astéroïde troyen jovien, camp troyen, c'est-à-dire situé au point de Lagrange L5 du système Soleil-Jupiter. Il présente une orbite caractérisée par un demi-grand axe de 5,214 UA, une excentricité de 0,034 et une inclinaison de 9,3° par rapport à l'écliptique.
Il est nommé en référence au personnage de la mythologie grecque Thymétès, acteur du conflit légendaire de la guerre de Troie. Selon l'usage des auteurs classiques de langue française, les désignations (55702) Thymœtès et (55702) Thymoétès peuvent également être acceptées.

## Compléments